# Жабін (Вармінсько-Мазурське воєводство)
Жабін (пол. Żabin, нім. Klein Schabienen, 1938-45: Kleinlautersee) — село в Польщі, у гміні Бані Мазурські Ґолдапського повіту Вармінсько-Мазурського воєводства.
Населення — 169 осіб (2011).
У 1975-1998 роках село належало до Сувальського воєводства.

## Демографія
Демографічна структура станом на 31 березня 2011 року:
|          | Загалом | Допрацездатний вік | Працездатний вік | Постпрацездатний вік |
| -------- | ------- | ------------------ | ---------------- | -------------------- |
| Чоловіки | 92      | 11                 | 61               | 20                   |
| Жінки    | 77      | 15                 | 37               | 25                   |
| Разом    | 169     | 26                 | 98               | 45                   |